# 山梨県道218号大菩薩初鹿野線
山梨県道218号大菩薩初鹿野線（やまなしけんどう218ごう だいぼさつはじかのせん）は、山梨県甲州市内を通る一般県道である。

## 概要

### 路線データ
- 起点：山梨県甲州市塩山上萩原（大菩薩嶺 = 山梨県道201号塩山停車場大菩薩嶺線交点）
- 終点：山梨県甲州市大和町初鹿野（景徳院入口交差点 = 国道20号交点）

## 通過する自治体
- 山梨県
  - 甲州市

## 交差・接続する道路
- 山梨県道201号塩山停車場大菩薩嶺線（甲州市塩山上萩原・起点）
- 国道20号（甲州市大和町初鹿野・景徳院入口交差点）

## 周辺
- 景徳院
- 嵯峨塩鉱泉